# Банки США
Список найбільших банків у США за розмірами загальних активів, станом на 31 березня 2015 року.
Серед усіх виділяється т.з. "Велика Четвірка" (англ. Big Four) найбільших банків США — JPMorgan Chase, Bank of America, Citigroup (Citibank) та Wells Fargo. Разом у них зосереджено близько 35% усіх депозитів в США.
| #  | Банк                     | Головний офіс (місто, штат)       | Загальні активи (млрд. $) |
| -- | ------------------------ | --------------------------------- | ------------------------- |
| 1  | JPMorgan Chase           | Нью-Йорк, Нью-Йорк                | $2600                     |
| 2  | Bank of America          | Шарлотт, Північна Кароліна        | $2100                     |
| 3  | Citigroup (Citibank)     | Нью-Йорк, Нью-Йорк                | $1890                     |
| 4  | Wells Fargo              | Сан-Франциско, Каліфорнія         | $1690                     |
| 5  | Goldman Sachs            | Нью-Йорк, Нью-Йорк                | $856                      |
| 6  | Morgan Stanley           | Нью-Йорк, Нью-Йорк                | $801                      |
| 7  | U.S. Bancorp             | Міннеаполіс, Міннесота            | $416                      |
| 8  | Bank of New York Mellon  | Нью-Йорк, Нью-Йорк                | $385                      |
| 9  | PNC Financial Services   | Піттсбург, Пенсільванія           | $271                      |
| 10 | Capital One              | Ферфакс, Вірджинія                | $297                      |
| 11 | HSBC Bank USA            | Нью-Йорк, Нью-Йорк                | $292                      |
| 12 | State Street Corporation | Бостон, Массачусетс               | $243                      |
| 13 | TD Bank, N.A.            | Портленд, Мен                     | $239                      |
| 14 | BB&T                     | Винстон-Сейлем, Північна Кароліна | $186                      |
| 15 | SunTrust Banks           | Атланта, Джорджія                 | $172                      |